# Ostružnja Donja
Ostružnja Donja är en ort i Bosnien och Hercegovina.   Den ligger i entiteten Republika Srpska, i den centrala delen av landet, 110 km norr om huvudstaden Sarajevo. Ostružnja Donja ligger 205 meter över havet och antalet invånare är 938.
Terrängen runt Ostružnja Donja är huvudsakligen platt, men åt sydväst är den kuperad. Närmaste större samhälle är Doboj, 18,2 km öster om Ostružnja Donja. 
Omgivningarna runt Ostružnja Donja är en mosaik av jordbruksmark och naturlig växtlighet. Runt Ostružnja Donja är det ganska tätbefolkat, med 93 invånare per kvadratkilometer.